# Clara Russo

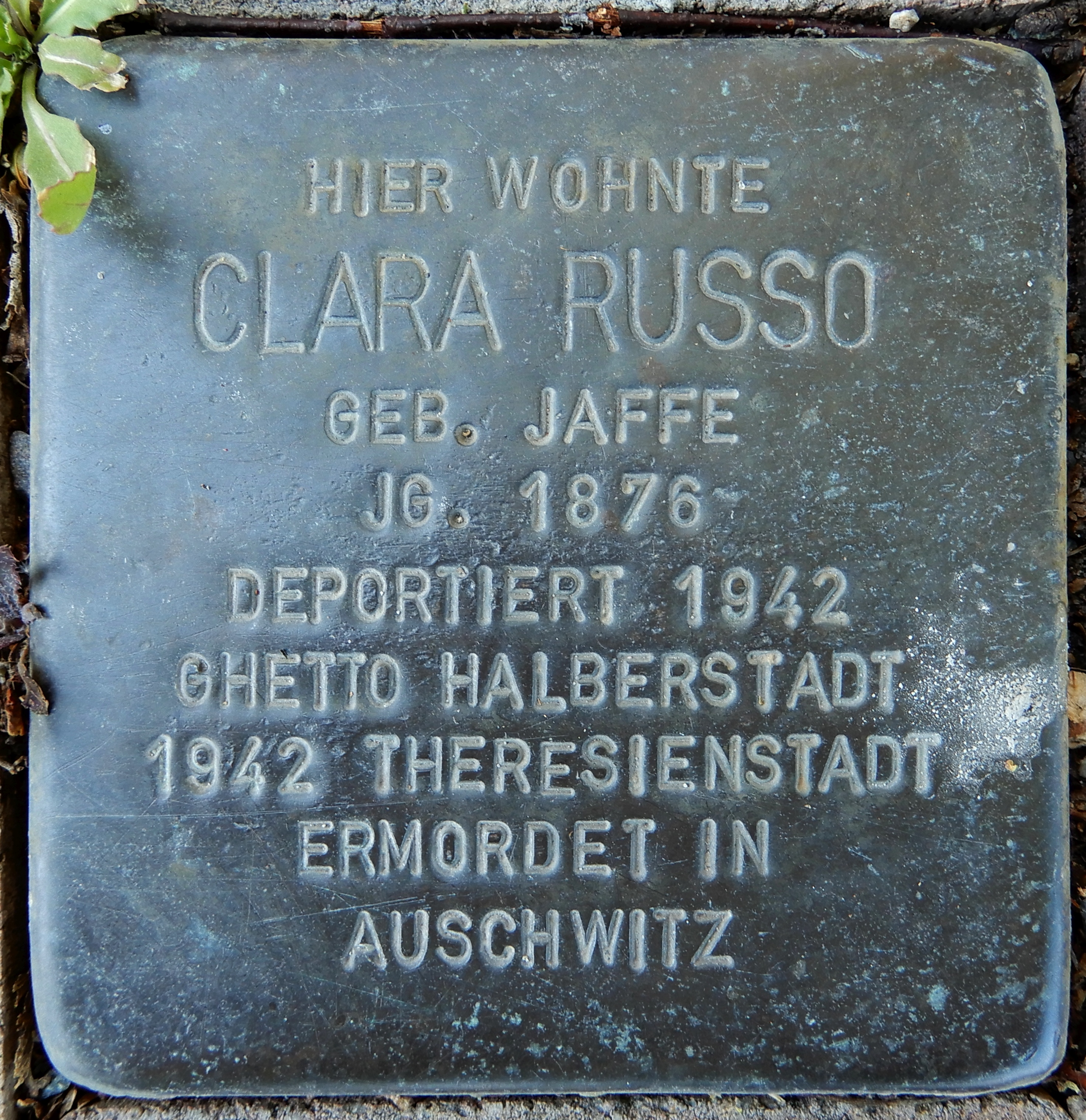
Stolperstein für Clara Russo in Wernigerode

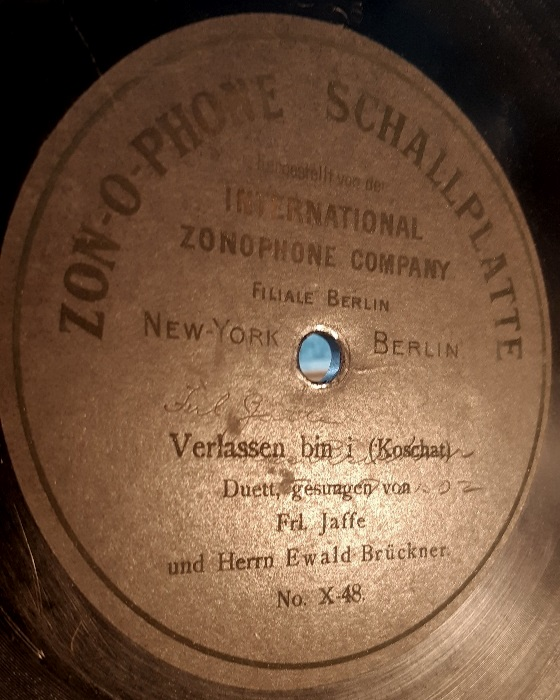
Schallplatte von Clara Jaffé (Berlin 1902)

Clara Russo (geboren 14. Juni 1876 in Eberswalde als Clara Jaffé; gestorben nach dem 18. Dezember 1943 in Auschwitz) war eine deutsche Opernsängerin.

## Leben
Sie stammte aus der jüdischen Familie Jaffé und wurde in der preußischen Provinz Brandenburg geboren. Nach einer Gesangsausbildung wurde sie Sängerin am Stadttheater in Posen (1900) und trat 1901 in Berlin auf. Über die Oper in Metz kam sie nach Aachen (1903/1904), wo sie in der Bahnhofstraße 14 wohnte. Nach einer kurzen Station in Augsburg wurde sie 1906 bis 1910 und 1912 Sängerin am Stadttheater Breslau (Oper und Operette), wo sie mehrfach umzog, u. a. in die Körnerstraße 23/25. Sie gastierte auch in London und ab 1914 wieder in Berlin. Unter dem Namen Frl. Jaffé erschienen einige nun sehr seltene Schallplatten mit ihrer Stimme auf Zon-O-Phone. 1919 heiratete sie den damals 49-jährigen finanzkräftigen Harzer Käseproduzenten Benno Russo in Wernigerode. Fortan lebte Clara Russo im Harz und trat nicht mehr als Opernsängerin auf. 1938 wurde Familie Russo gezwungen, ihre Villa in der Feldstraße 7 in Wernigerode an einen führenden Nationalsozialisten zu einem nicht marktgerechten Kaufpreis zu veräußern.
Sie zog in eine kleine Wohnung in der Lindenbergstraße 30. Die darauf folgenden Bemühungen um Emigration aus dem Deutschen Reich waren nicht erfolgreich.
Benno und Clara Russo mussten im Jahre 1942 nach Halberstadt umziehen, wo sie bis zum 23. November 1942 im jüdischen Altersheim in der Wilhelmstraße 15 (heute: Straße der Opfer des Faschismus) in ärmlichen Verhältnissen lebten. Von Magdeburg aus wurden sie am 25. November 1942 in das Ghetto nach Theresienstadt deportiert; dort verstarb Benno Russo am 18. April 1943. Clara Russo wurde im gleichen Jahr in Auschwitz umgebracht: Am 18. Dezember 1943 wurde sie von Theresienstadt in das Vernichtungslager Auschwitz verlegt und dort ermordet.

## Ehrungen
Es erinnert heute an der Villa Russo in der Feldstraße in Wernigerode ein Stolperstein an Clara Russo. Er trägt die Aufschrift:
| „Hier wohnte CLARA RUSSO geb. Jaffe Jg. 1876 deportiert 1942 Ghetto Halberstadt 1942 Theresienstadt ermordet in Auschwitz.“ |